# Landesregierung Wallnöfer VI
Die Landesregierung Wallnöfer VI bildete die Tiroler Landesregierung während der X. Gesetzgebungsperiode unter Landeshauptmann Eduard Wallnöfer von der Angelobung Wallnöfers am 10. Juli 1984 bis zu seinem Rücktritt am 2. März 1987 bzw. der Angelobung der Nachfolgeregierung Partl I.
Nach der Landtagswahl 1984 blieb die Größe des Regierungsteams mit acht Mitgliedern unverändert. Die Österreichische Volkspartei (ÖVP) stellte unverändert sechs Regierungsmitglieder, wobei ihr der Anspruch auf den Landeshauptmann, einen Landeshauptmann-Stellvertreter und vier Landesräte zufiel. Auch die Sozialdemokratische Partei Österreichs (SPÖ) war auf Grund des Proporzsystems mit einem Landeshauptmann-Stellvertreter in der Landesregierung vertreten, zudem stellte die SPÖ einen Landesrat. Gegenüber der Vorgängerregierung Wallnöfer V war es zunächst zu keinen Veränderungen gekommen. Während der Amtszeit schied Luis Bassetti am 29. Oktober 1986 aus der Regierung aus. Ihm folgte noch am selben Tag Franz Kranebitter nach.
Während Landeshauptmann Wallnöfer mit 32 der 36 möglichen Stimmen, bei vier ungültigen Stimmen, gewählt wurde, erfolgte die Wahl der übrigen Regierungsmitglieder nach dem Verhältniswahlrecht durch die schriftliche Nominierung der Regierungsmitglieder durch die zwei Landtagsklubs von ÖVP und SPÖ.

## Regierungsmitglieder
| Amt                                                     | Name                | Partei | Geschäftsfelder |
| ------------------------------------------------------- | ------------------- | ------ | --------------- |
| Landeshauptmann                                         | Eduard Wallnöfer    | ÖVP    |                 |
| Erster Landeshauptmann-Stellvertreter                   | Fritz Prior         | ÖVP    |                 |
| Zweiter Landeshauptmann-Stellvertreter                  | Ernst Fili          | SPÖ    |                 |
| Landesrat                                               | Christian Huber     | ÖVP    |                 |
| Landesrat ab 29. Oktober 1986                           | Franz Kranebitter   | ÖVP    |                 |
| Landesrat                                               | Alois Partl         | ÖVP    |                 |
| Landesrat                                               | Fridolin Zanon      | ÖVP    |                 |
| Landesrat                                               | Friedrich Greiderer | SPÖ    |                 |
| Vorzeitig ausgeschiedene Mitglieder der Landesregierung |                     |        |                 |
| Landesrat bis 29. Oktober 1986                          | Luis Bassetti       | ÖVP    |                 |